# 涙のアベニュー
「涙のアベニュー」（なみだのアベニュー）は、サザンオールスターズの楽曲。自身の6作目のシングルとして、Invitationから7インチレコードで1980年2月21日に発売された。
1988年6月25日と1998年2月11日に8cmCDとして、2005年6月25日には12cmCDで再発売されている。2014年12月17日からはダウンロード配信、2019年12月20日からはストリーミング配信が開始されている。

## 背景
本作から「FIVE ROCK SHOW」と銘打ち、シングルを5か月連続で1枚ずつリリースする企画がスタートした。レコーディングに専念するという理由で、それまで頻繁かつ積極的に行っていたテレビ出演をしばらくの間しなくなる。これは当時のアミューズの社長の大里洋吉の発案により行われたものであり、後年に桑田佳祐は「人前に出ない期間を設けたことは、今振り返っても正解だったと思う」「曲作りに集中出来たし、何より、地に足がつかない状況の中、お陰で自分達を取り戻すことが出来た」と語っている。

## 収録曲
- 収録時間：8:26

1. 涙のアベニュー (4:03)
（作詞・作曲：桑田佳祐 / 編曲：サザンオールスターズ / 弦管編曲：八木正生）
横浜をモチーフにしており、歌詞の中には横浜周辺の地名や横浜を連想するキーワードなどがちりばめられている。
2. Hey! Ryudo! (ヘイ! リュード!) (4:23)
（作詞・作曲：桑田佳祐 / 編曲：サザンオールスターズ / 管編曲：八木正生）
ダウン・タウン・ブギウギ・バンドの宇崎竜童について歌われている。タイトルの元ネタは桑田が強い影響を受けたビートルズの「ヘイ・ジュード」。
基本的にアルバム『タイニイ・バブルス』に収録されたものも同じだが、アルバムでは曲の最後に収録されている桑田とベースの関口和之によるコントのような会話部分と後奏がカットされている。アルバムバージョンは現行盤も存在するが、シングルバージョンはシングル盤にのみ収録されている。
ちなみに宇崎は後に発表される「ごめんねチャーリー」にも名前だけ登場している。桑田は宇崎のファンを公言しており、サザンがデビューする前に宇崎に挨拶をしたことがあり[7]、その縁で宇崎は原由子に「うさぎの唄」を提供している。桑田は後の著書で歌謡曲の衰退を憂いた際に「あんなに大好きだったのに、俺の中での愛すべき歌謡曲は75年のダウン・タウン・ブギウギ・バンド『港のヨーコ・ヨコハマ・ヨコスカ』以降、ほとんど出てないですね」と発言している[8]。

## 参加ミュージシャン
- 桑田佳祐:Vocal(#1,2)
- 大森隆志:Guitar, Chorus(#1,2)
- 原由子:Keyboards, Chorus(#1,2)
- 関口和之:Bass, Chorus(#1,2)
- 松田弘:Drums, Chorus(#1,2)
- 野沢秀行:Percussion, Chorus(#1,2)

## 収録アルバム
| 曲名                          | 作品名                                    | 備考                                                           |
| ----------------------------- | ----------------------------------------- | -------------------------------------------------------------- |
| 涙のアベニュー                | タイニイ・バブルス                        |                                                                |
| 涙のアベニュー                | Kick Off!                                 | カセットテープのみの販売のため、現在は廃盤作品。               |
| 涙のアベニュー                | アーリー・サザンオールスターズ            | カセットテープのみの販売のため、現在は廃盤作品。               |
| 涙のアベニュー                | SOUTHERN ALL STARS BEST ONE '82           | カセットテープのみの販売のため、現在は廃盤作品。               |
| 涙のアベニュー                | バラッド '77〜'82                         |                                                                |
| 涙のアベニュー                | すいか SOUTHERN ALL STARS SPECIAL 61SONGS | 数量限定販売のため、現在は廃盤作品。                           |
| Hey! Ryudo! (ヘイ! リュード!) | タイニイ・バブルス                        | 桑田と関口の会話のやりとりと後奏がカットされたバージョン違い。 |
| Hey! Ryudo! (ヘイ! リュード!) | Kick Off!                                 | カセットテープのみの販売のため、現在は廃盤作品。               |

## ミュージック・ビデオ収録作品
| 曲名                          | 作品名 |
| ----------------------------- | ------ |
| 涙のアベニュー                | 未収録 |
| Hey! Ryudo! (ヘイ! リュード!) | 未収録 |

## ライブ映像作品
| 曲名                          | 作品名                                                                                                  |
| ----------------------------- | --- |
| 涙のアベニュー                | SUMMER LIVE 2003「流石だスペシャルボックス」胸いっぱいの “LIVE in 沖縄” & 愛と情熱の “真夏ツアー完全版” |
| Hey! Ryudo! (ヘイ! リュード!) | 未収録                                                                                                  |